# 秦子越
秦子越（Qin Ziyue，1987年9月13日—），中國大陸女演員，畢業於中央戲劇學院表演系，曾出演過多部影視劇如《當归》、《樂意為人》等。

## 作品

### 電視劇
| 年份 | 中文名     | 角色     | 備註   |
| ---- | ---------- | -------- | ------ |
| 2006 | 樂意為人   | 玉榮     |        |
| 2007 | 女檢察官   | 楊菲菲   |        |
| 2009 | 名門新娘   | 陳慕春   |        |
| 2011 | 西遊記     | 玉面狐狸 |        |
| 2011 | 黃金密碼   | 劉蘇     |        |
| 2012 | 諜戰深海   | 譚小文   |        |
| 2012 | 刺青海娘   | 龍雲朵   |        |
| 2012 | 盛宴       | 周紫玉   |        |
| 2015 | 野山鹰     |          |        |
| 2017 | 龙凤店传奇 |          | 網絡劇 |

### 電影
- 2008 《最初的夢想》　飾演：秦老師
- 2009 《玉道》　導演：高力強 飾演：孟懷瑾
- 2009 《大峽谷的女人》　導演：耿勝  飾演：柳枝子
- 2012 《玩命·時光》　導演：曲璨男；常征  飾演：蘇梅

## 廣告
- 三星上網本

## MTV演出
- 喬任梁和你在一起

## 舞台劇
- 《蝴蝶是自由的》
- 《雷雨》
- 《家》
- 《等車》
- 《女士們的遊戲》
- 《母親的節日》
- 《傾城之戀》

## 外部連結
- 秦子越的新浪微博
- 秦子越在豆瓣上的资料（简体中文）